# Burmbar jezik
Burmbar jezik (ISO 639-3: vrt; banan bay, vartavo) austronezijski jezik na jugoistoku Malekule u Vanuatuu, Oceanija, kojim govori oko 900 ljudi (Lynch and Crowley 2001).
Zajedno s još 13 jezika čini podskupinu malekula coastal, dio šire skupine sjeveroistočnovanuatski-banks islands jezika

## Vanjske poveznice
- Ethnologue (14th)
- Ethnologue (15th)